# Bembidion caligatum
Bembidion caligatum is een keversoort uit de familie van de loopkevers (Carabidae). De wetenschappelijke naam van de soort is voor het eerst geldig gepubliceerd in 1982 door Jeanne & Muller-Motzfeld.